# Martín Palmeri
Martín Palmeri (né le 19 juillet 1965 à Buenos Aires) est un compositeur et chef d'orchestre argentin, auteur de la Misatango jouée dans le monde entier.

## Biographie
Martin Palmeri a étudié la composition, le chant, le piano et la direction d'orchestre. Il est l'auteur de la Misa a Buenos Aires (de), connue sous le nom de Misatango, créée en 1996. Sur des textes en latin, le compositeur a écrit une partition à la fois savante et populaire, pour chœur, orchestre à cordes (ou quintette à cordes), piano et bandonéon. De nombreux chœurs du monde entier, en France et en Allemagne en particulier, ont mis la Misatango à leur répertoire.

## Œuvres

### Opéras
- Mateo, créé en 1999.
- Stefano, donné en première mondiale à Buenos Aires en 2018.

### Œuvres orchestrales
- Tango del Bicentenario (Tango du Bicentenaire)
- Sobre las Cuatro Estaciones (À propos des quatre saisons, 2004-2012)
- Concierto para bandoneón (Concerto pour bandonéon, 2004)
- Presagios (Présages, pour violoncelle et orchestre de chambre, 2001)
- Duo Fantasioso (pour flûte, bandonéon et orchestre de chambre, 2013)
- Concierto de danzas (Concerto de danse)
- Fantasía tanguera (Fantaisie tango, 2000)
- Negro y negro (Noir et noir)

### Œuvres chorales
- Misa a Buenos Aires ou Misatango, 1996
- Oratorio de Navidad (Oratorio de Noël, 2003)
- Canto de la lejania (Chant de la distance, 2010)
- Magnificat (2012)
- Amor América, cantate latino-américaine sur un texte de Pablo Neruda (2014)
- Gloria (2014)
- La Creación (2016)
- Tango Gloria (2014)
- Tango Credo (2017)
- Laudate Pueri (2017)
- La Pasión según Astor (2021)
- Nisi Dominus-Psaume 127 (2022)
- Arrangements pour tangos pour chœur a cappella

## Discographie
- Misa a Buenos Aires Misatango ; Tango Gloria – Heidi Maria Taubert, soprano ; Annekathrin Laabs, alto ; Clemens Heidrich, basse ; Sächsisches Vocalensemble, Cuarteto Rotterdam, Dresdner Kapellsolisten, dir. Matthias Jung (CPO 555 092-2)